# Joseph Biwott
Joseph Biwott (1972) è un ex maratoneta keniota.

## Competizioni internazionali
2009
- Oro alla Maratona di Kassel ( Kassel) - 2h13'11"

2010
- Oro alla Maratona di Kisumu ( Kisumu) - 2h17'14"
- Bronzo alla Maratona di Bilbao ( Bilbao) - 2h20'12"

2011
- 9º alla Maratona di Amsterdam ( Amsterdam) - 2h09'40"
- Oro alla Maratona di Kisumu ( Kisumu) - 2h13'41"
- 8º alla Maratona di Zhengzhou ( Zhengzhou) - 2h14'11"

2012
- 5º alla Maratona di Nairobi ( Nairobi) - 2h11'14"
- 6º alla Maratona di Buenos Aires ( Buenos Aires) - 2h19'17"

2013
- 4º alla Maratona di Nairobi ( Nairobi) - 2h14'17"
- 7º alla Maratona di Łódź ( Łódź) - 2h15'25"

2014
- 11º alla Maratona di Nairobi ( Nairobi) - 2h16'29"

2015
- Argento alla Maratona di Mombasa ( Mombasa) - 2h20'50"

2016
- Bronzo alla Maratona di Kota Kinabalu ( Kota Kinabalu) - 2h37'18"